# Ascrea
Ascrea település Olaszországban, Lazio régióban, Rieti megyében. Lakosainak száma 212 fő (2023. január 1.). Ascrea Collegiove, Marcetelli, Paganico Sabino, Rocca Sinibalda, Castel di Tora, Longone Sabino, Pozzaglia Sabina és Varco Sabino községekkel határos.

## Népesség
A település népességének változása:
| Lakosok száma | 256  | 245  | 212  |
|               | 2017 | 2018 | 2023 |